# アルグス As 410

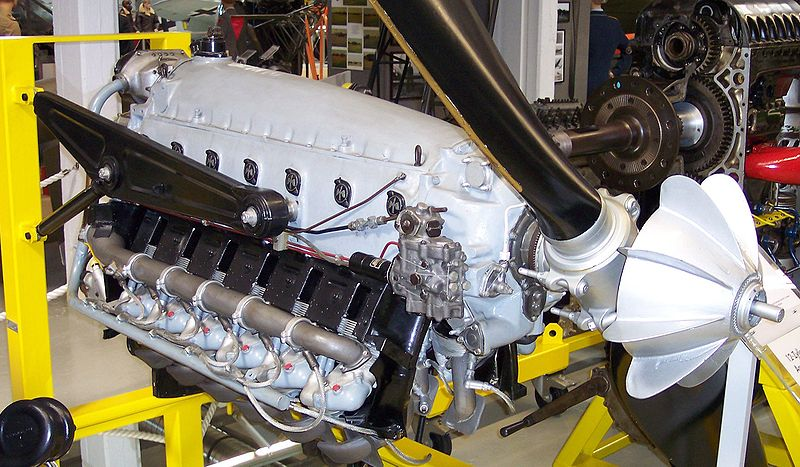
現存するアルグス As 410

アルグス As 410（Argus As 410）は、1938年に最初に生産された小型航空機用の倒立V型の空冷エンジンである。

## 設計と開発
As 410は以前のアルグス社のエンジンから発展したものであり、新たな製造技術を用いることでより高い回転速度と出力を得ていた。このエンジンは、冷却用の深いフィンを刻んだ105 mm x 115 mmという小さなシリンダー、
アルミニウム製シリンダーヘッド、ギア駆動のスーパーチャージャー、合金鋼製クランクシャフト、マグネシウム合金製クランク・ケースから構成されている。エンジン重量は約315 kg、出力465 PS (459 hp, 342 kW) at 3,100 rpmであった。およそ2万8,700基のエンジンが製造された。
外観で特徴あるのはプロペラ軸先端の羽の付いたスピナーであった。これは風車のように空気の流れにより駆動され、可変ピッチ式プロペラのアクチュエーター用の動力に使用された。
より高出力で改良されたアルグス As 411はこのAs 410から発展した。

## 搭載機
- アラド Ar 96
- フォッケウルフ Fw 189
- ピラタス P-2
- ヘンシェル Hs 129 - 試作1機とA-0型12機のみ

## 要目
(As 410)
- タイプ：空冷 倒立V型エンジン 12気筒
- ボア×ストローク：105 mm × 115 mm
- 排気量：11.9 L
- 全長：1,585 mm
- 全幅：660 mm
- 全高：970 mm
- 乾燥重量：315 kg
- 整備重量：336 kg（潤滑油込み）
- 圧縮比：6.4 : 1
- 動弁機構：
- 燃料供給方式： キャブレター
- 出力：465 PS (459 hp, 342 kW) /3,100 rpm
- 重量馬力比：